# Maithripala Sirisena
Pour l’article homonyme, voir Saroja Sirisena.
Maithripala Sirisena (en singhalais : මෛත්‍රිපාල සිරිසේන; en tamoul : மைத்திரிபால சிறிசேன), né le 3 septembre 1951 à Yagoda, est un homme d'État sri-lankais. Il est président de la République du 9 janvier 2015 au 18 novembre 2019.

## Biographie

### Enfance
Maithripala Sirisena est né à Yagoda, un village dans le district de Gampaha. Il est le fils de Albert Sirisena, un vétéran de la Seconde Guerre mondiale, qui a reçu cinq acres de rizières à Polonnaruwa par l'ancien Premier ministre Don Stephen Senanayake. Sa mère était institutrice.
Il fait ses études à Thopawewa Maha Vidyalaya et au Royal College de Polonnaruwa, où il s'intéresse d'abord à la politique. Alors qu'il est encore à l'école, à l'adolescence, Sirisena s'intéresse au communisme et rejoint le Parti communiste du Sri Lanka en devenant étroitement associé au chef du parti Shanmugathasan. En 1968, il prend part à un rassemblement anti-gouvernement du parti communiste qui a été démantelé par la police.
À l'âge de 17 ans, il est choisi comme secrétaire du parti des jeunes du Sri Lanka Freedom Party à Polonnaruwa, par le député Leelaratna Wijesingha. En 1971, âgé de 19 ans, il est emprisonné pendant 15 mois pour sa participation présumée à la tentative de révolution du Janatha Vimukthi Peramuna,. Après sa libération de prison, Sirisena rejoint l'organisation de jeunesse SLFP de Ceylan dirigée par Anura Bandaranaike et rejoint la politique au niveau national.
En 1974 Sirisena commence à travailler à la Palugasdamana Multi Purpose Cooperative Society comme un bureau d'achat et en 1976, il devient un Grama niladhari, officier de village, mais démissionne en 1978. Il gravit les échelons du SLFP, rejoignant son bureau politique en 1981, où il est choisi comme président et trésorier de l'organisation de jeunesse SLFP de toute l'île. Lors du scrutin présidentiel de 1982, lorsque Basil Rajapaksa rejoint le United National Party, il prend la responsabilité du secrétaire de l'organisation.
Sirisena étudie pendant trois ans à l'école d'agriculture de Sri Lanka, à Kundasale, d'où il obtient un diplôme en agriculture en 1973. En 1980, il obtient un diplôme en sciences politiques à l'Institut de littérature Maxime-Gorki en Russie.

### Vie privée
Sirisena est mariée à Jayanthi Pushpa Kumari, ils ont deux filles, Chathurika, Dharani, et un fils, Daham.
Il est un abstème, végétarien et bouddhiste.
Son plus jeune frère, Priyantha Sirisena, est mort le 28 mars 2015 après une attaque à la hache qu'il a subie deux jours plus tôt, dans sa ville natale de Polonnaruwa. Priyantha a été immédiatement transféré à l'hôpital dans un état critique, où il est mort de graves blessures à la tête ; Sirisena était en Chine lors d'une visite d'État à l'époque.
Sa fille, Chathurika Sirisena, publie son premier livre Janadhipathi Thaththa en 2017.

## Carrière politique

### Député
Membre du Sri Lanka Freedom Party, Sirisena est député au Parlement du Sri Lanka à partir de 1989. Après la victoire de son parti aux élections de 1994, il devient vice-ministre de l'Irrigation dans le gouvernement de Chandrika Kumaratunga, puis ministre chargé du Développement du Mahaweli et des Affaires parlementaires de 1997 à 2001.
Il retrouve brièvement le gouvernement d'avril 2004 à novembre 2005 en tant que ministre de l'Irrigation, du Développement du Mahaweli et du Rajarata. Il est également secrétaire général du Parti de la liberté de 2001 à 2014 et ministre de la Santé de 2010 à septembre 2014, sous la présidence de Mahinda Rajapakse.

### Président de la République

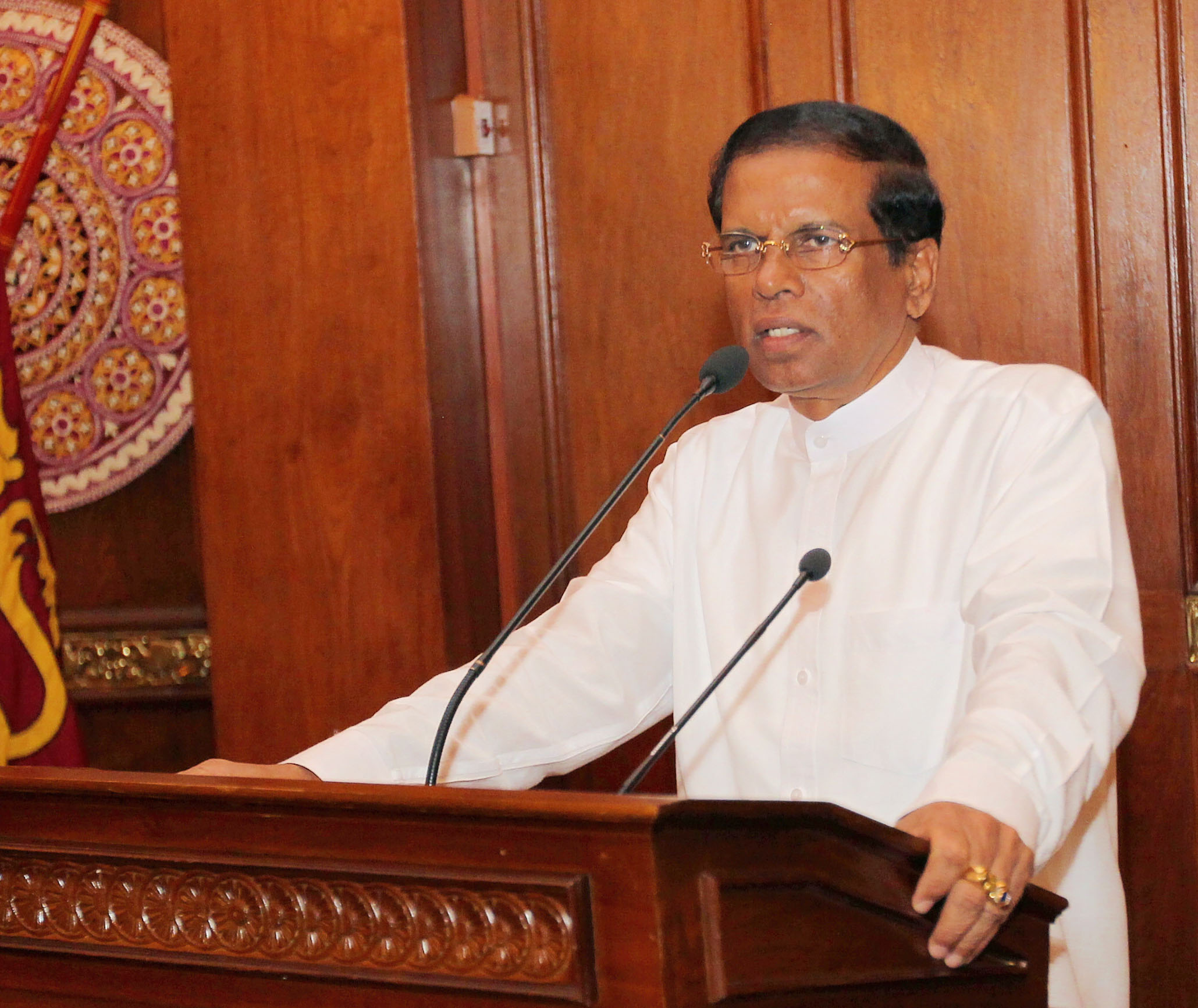
Sirisena lors de la formation du gouvernement en 2015

Le 21 novembre 2014, il devient le candidat de la coalition de l'opposition à l'élection présidentielle anticipée, annoncée par le président Rajapakse. Il rejoint alors le Nouveau Front démocratique. Le 8 janvier 2015, il est élu président de la République avec 51,28 % des voix face à Mahinda Rajapakse, alors que la presse le présentait comme l'outsider de l'élection. Il prête serment et entre en fonction le lendemain.
Le lendemain, il nomme Ranil Wickremesinghe, avec qui il a noué une alliance de circonstance, au poste de Premier ministre, qu'il reconduit à la suite des élections législatives srilankaises de 2015. Par la suite, des dissensions apparaissent entre les deux alliés.
Conformèment à sa promesse de campagne, il propose la mise en place d'un régime parlementaire. Cependant, l'absence d'une majorité claire l'empêche de mener à bien le projet et le Parlement met en place un régime semi-présidentiel.

#### Crise politique
Le 26 octobre 2018, Maithripala Sirisena démet Ranil Wickremesinghe de ses fonctions et nomme immédiatement l'ancien président Mahinda Rajapakse à sa place. Ayant fait amender en 2015 la constitution de sorte de retirer au président le droit de limoger le Premier ministre, Wickremesinghe considère cet acte comme inconstitutionnel et déclare demeurer à son poste. Il refuse alors de quitter ses fonctions, recevant ainsi le soutien de Karu Jayasuriya, le président du Parlement, institution suspendue jusqu'au 16 novembre par le président de la République. Le 28 octobre, alors que les partisans de Rajapakse tentent d'entrer dans sa résidence, un garde du corps du ministre sortant du Pétrole tire sur eux, faisant un mort et deux blessés.
Le 1er novembre, Sirisena annonce la levée de la suspension du parlement et le convoque pour le 5 novembre, puis reporte la date au 7 puis au 14 novembre. Le 9 novembre, le président dissout le parlement et convoque des législatives anticipées pour le 5 janvier 2019. Le 11 novembre, le président du Parlement conteste cette décision, estime que le président ne possède pas le pouvoir de dissolution. Le 13 novembre, la Cour suprême annule la dissolution.
Le 14 novembre, le gouvernement de Rajapakse est renversé par une motion de censure. Les 15 et 16 novembre, ont lieu des séances houleuses au parlement. Wickremesinghe demande alors à être réinvesti. Le 18 novembre a lieu une réunion de sortie de crise.
Le 25 novembre, Sirisena annonce qu'il ne nommera plus jamais Wickremesinghe comme Premier ministre, l'accusant de corruption.
Le 3 décembre, la Cour suprême suspend les pouvoirs du second Premier ministre, Mahinda Rajapakse. Cette décision très attendue des magistrats a été rendu avant le 12 décembre, car ils ont estimé que des « dommages irréparables ou irrémédiables » pouvaient survenir sur l'île.
Le 13 décembre, la Cour suprême confirme l'annulation des élections anticipées, estimant que le président ne possède pas le droit de dissoudre la chambre.
Le 14 décembre, la démission prochaine de Rajapakse est annoncée par son fils, étant effective pour le lendemain 15 décembre. Wickremesinghe est réinvesti le 16 décembre.